# Snooker-Saison 1984/85
Die Snooker-Saison 1984/85 war eine Reihe von Snookerturnieren, die der Snooker Main Tour angehörten. Sie begann Anfang Mai 1984 mit den Qualifikationsturnieren und endete 18. Mai mit dem Pontins Professional 1985.

## Turniere
Die folgende Tabelle zeigt die Saisonergebnisse:
| Datum                             | Turnier                              | Austragungsort | Art                   | Sieger                   | Finalist                     | Ergebnis |
| --------------------------------- | ------------------------------------ | -------------- | --------------------- | ------------------------ | ---------------------------- | -------- |
| 11. bis 13. Juli 1984             | New Zealand Masters                  | Auckland       | Einladungsturnier     | Jimmy White              | Kirk Stevens                 | 5:3      |
| August 1984                       | Australian Masters                   | Sydney         | Einladungsturnier     | Tony Knowles             | John Virgo                   | 7:3      |
| August 1984                       | Canadian Professional Championship   | Toronto        | Non-Ranking           | Cliff Thorburn           | Mario Morra                  | 9:2      |
| 13. bis 17. August 1984           | Australian Professional Championship | Dubbo          | Non-Ranking           | Eddie Charlton           | Warren King                  | 10:3     |
| 20. bis 23. August 1984           | Costa Del Sol Classic                | Fuengirola     | Einladungsturnier     | Dennis Taylor            | Mike Hallett                 | 5:2      |
| 27. bis 31. August 1984           | Thailand Masters                     | Bangkok        | Non-Ranking           | Jimmy White              | Terry Griffiths              | 4:3      |
| September 1984                    | Malaysian Masters                    | Kuala Lumpur   | Liga                  | Terry Griffiths          | Tony Meo                     | 2:0      |
| September 1984                    | Singapore Masters                    | Singapur       | Liga                  | Terry Griffiths          | Steve Davis                  | 1:1      |
| 5. bis 8. September 1984          | Hong Kong Masters                    | Hongkong       | Non-Ranking           | Steve Davis              | Doug Mountjoy                | 4:2      |
| 14. bis 16. September 1984        | Carlsberg Challenge                  | Dublin         | Einladungsturnier     | Jimmy White              | Tony Knowles                 | 9:7      |
| 20. bis 23. September 1984        | Scottish Masters                     | Glasgow        | Einladungsturnier     | Steve Davis              | Jimmy White                  | 9:4      |
| 24. September bis 7. Oktober 1984 | International Open                   | Newcastle      | Weltranglistenturnier | Steve Davis              | Tony Knowles                 | 9:2      |
| 20. bis 28. Oktober 1984          | Grand Prix                           | Reading        | Weltranglistenturnier | Dennis Taylor            | Cliff Thorburn               | 10:2     |
| 18. November bis 2. Dezember 1984 | UK Championship                      | Preston        | Weltranglistenturnier | Steve Davis              | Alex Higgins                 | 16:8     |
| 5. bis 16. Dezember 1984          | World Doubles Championship           | Northampton    | Einladungsturnier     | Alex Higgins Jimmy White | Cliff Thorburn Willie Thorne | 10:2     |
| Dezember 1984                     | Pot Black                            | Birmingham     | Einladungsturnier     | Terry Griffiths          | John Spencer                 | 2:1      |
| 4. bis 13. Januar 1985            | Classic                              | Warrington     | Weltranglistenturnier | Willie Thorne            | Cliff Thorburn               | 13:8     |
| 27. Januar bis 3. Februar 1985    | Masters                              | London         | Einladungsturnier     | Cliff Thorburn           | Doug Mountjoy                | 9:6      |
| 5. bis 10. Februar 1985           | English Professional Championship    | Ipswich        | Non-Ranking           | Steve Davis              | Tony Knowles                 | 9:2      |
| 5. bis 10. Februar 1985           | Scottish Professional Championship   | Edinburgh      | Non-Ranking           | Murdo MacLeod            | Eddie Sinclair               | 10:2     |
| 17. Februar bis 3. März 1985      | British Open                         | Derby          | Weltranglistenturnier | Silvino Francisco        | Kirk Stevens                 | 12:9     |
| 20. bis 23. März 1985             | World Cup                            | Bournemouth    | Einladungsturnier     | / Team All Ireland       | Team England A               | 9:7      |
| 26. bis 31. März 1985             | Irish Masters                        | Kill           | Einladungsturnier     | Jimmy White              | Alex Higgins                 | 9:5      |
| 8. bis 11. April 1985             | Irish Professional Championship      | Belfast        | Non-Ranking           | Dennis Taylor            | Alex Higgins                 | 10:5     |
| 12. bis 28. April 1985            | Snookerweltmeisterschaft             | Sheffield      | Weltranglistenturnier | Dennis Taylor            | Steve Davis                  | 18:17    |
| 7. bis 11. Mai 1985               | Welsh Professional Championship      | Abertillery    | Non-Ranking           | Terry Griffiths          | Doug Mountjoy                | 9:4      |
| 11. bis 18. Mai 1985              | Pontins Professional                 | Prestatyn      | Non-Ranking           | Terry Griffiths          | John Spencer                 | 9:7      |

## Weltrangliste
Die Snookerweltrangliste 1984/85 wurde aus den Ergebnissen der Weltranglistenturnieren errechnet. Gezeigt werden die besten 16 Spieler.
| Nr. | Name            | +/- |
| --- | --------------- | --- |
| 1   | Steve Davis     | ▬   |
| 2   | Tony Knowles    | ▲ 2 |
| 3   | Cliff Thorburn  | ▬   |
| 4   | Kirk Stevens    | ▲ 3 |
| 5   | Ray Reardon     | ▼ 3 |
| 6   | Eddie Charlton  | ▬   |
| 7   | Jimmy White     | ▲ 4 |
| 8   | Terry Griffiths | ▲ 1 |
| 9   | Alex Higgins    | ▼ 4 |
| 10  | Tony Meo        | ▲ 5 |
| 11  | Dennis Taylor   | ▲ 2 |
| 12  | Willie Thorne   | ▲ 6 |
| 13  | John Spencer    | ▲ 3 |
| 14  | Bill Werbeniuk  | ▼ 6 |
| 15  | Doug Mountjoy   | ▼ 4 |
| 16  | David Taylor    | ▼ 6 |